# Lockheed AH-56
Der Lockheed AH-56 Cheyenne war ein experimenteller Kampfhubschrauber und Flugschrauber der United States Army.

## Geschichte
Er wurde Mitte der 1960er-Jahre als Antwort Lockheeds auf die Ausschreibung für das Advanced Aerial Fire Support System entwickelt.
Die Ausschreibung des Heeres forderte einen Hubschrauber, der auch unter ungünstigen Wetterbedingungen bei Tag und Nacht fliegen konnte. Um die geforderten hohen Geschwindigkeiten zu erreichen, wurde der Cheyenne mit einem zusätzlichen Druckpropeller am Heck ausgerüstet, rechtwinklig zum Heckrotor. Zudem dienten die Stummel-Tragflächen nicht nur als Waffenträger, sondern trugen auch zum Auftrieb bei. Damit entsprach der AH-56 dem Konstruktionsprinzip eines Kombinationsflugschraubers.
Die Besatzung bestand aus dem Piloten und dem vor ihm sitzenden Bordschützen, der die Waffen bediente. Als Besonderheit drehte sich der Sitz des Schützen mit dem unter dem Rumpf befindlichen Turm, so dass er immer in die Schussrichtung der Bordkanone blickte.
Der Erstflug dieser Maschine fand als Lockheed AH-56A Cheyenne am 21. September 1967 statt. Meinungsverschiedenheiten zwischen dem Heer und der Luftwaffe, stark steigende Kosten aufgrund der Komplexität und die Bedrohung durch Strela-Luftabwehrraketen (NATO-Codename: SA-7 Grail), führten Anfang der 1970er-Jahre zum Ende des Projektes. Zwischenzeitlich hatte das Heer bereits eine Anzahl AH-1 Cobra nach Vietnam gebracht, was eine weitere Fortführung des Projekts überflüssig machte. Eine schon bestehende Bestellung über 375 Maschinen wurde storniert.
Das Heer veränderte ihre Anforderungen an einen Kampfhubschrauber, was zur Entwicklung des AH-64 Apache führte. Die Luftwaffe betrieb ein eigenes Programm namens Attack Experimental weiter, das später zur A-10 Thunderbolt II führte.

## Technische Daten
| Kenngröße                        | Daten |
| -------------------------------- | --- |
| Besatzung                        | 2 |
| Rotordurchmesser                 | 15,62 m |
| Länge über alles                 | 18,31 m |
| Höhe                             | 4,18 m |
| Rüstmasse                        | 5.320 kg |
| Leermasse                        | 5.540 kg |
| Startmasse                       | 13.600 kg |
| Höchstgeschwindigkeit            | 393 km/h |
| max. Steigleistung               | 6,55 m/s |
| Dienstgipfelhöhe                 | 6.100 m |
| Schwebeflughöhe ohne Bodeneffekt | 7.925 m |
| Reichweite                       | 1.970 km |
| Triebwerk                        | eine General Electric T64-GE-16-Turbine mit 2.929 kW (3.925 Wellen-PS)                                                              |
| Bewaffnung                       | - 30-mm-Kanone XM52 und 40-mm-Granatwerfer XM129 unter der Nase - 70-mm-Raketen und TOW-Raketen an den Flügelpylonen (max. 5443 kg) |